# فینال جام جهانی فوتبال ۱۹۵۴
فینال جام جهانی فوتبال ۱۹۵۴، رقابت پایانی جام جهانی فوتبال ۱۹۵۴ است که مابین تیم ملی فوتبال آلمان و تیم ملی فوتبال مجارستان در ورزشگاه وانکدورف، برن برگزار شده‌است.
این مسابقه که در تاریخ ۴ ژوئیه ۱۹۵۴ انجام شده‌است با نتیجه ۳ بر ۲ به سود تیم ملی فوتبال آلمان به پایان رسید.